# Ametiszt-korallgomba
Az ametiszt-korallgomba (Clavulina amethystina) a Hydnaceae családba tartozó, Európában honos, erdőkben élő, nem ehető gombafaj. 

## Megjelenése
Az ametiszt-korallgomba termőteste 2-4 (6,5) cm magas és 3-5 (7) cm széles, eleinte pálcika alakú, majd sűrűn, korallszerűen elágazik. Színe lila, bíborlila, ametisztlila, lazacrózsaszínű. Az ágak csúcsa többszörösen elágazó, agancsszerű, végük elvékonyodó, de lekerekített. 
Húsa törékeny, puha, vizenyős; színe halványlila vagy rózsaszínű. Szaga és íze nem jellegzetes.  	
Spórapora fehéres. áttetsző. Spórája majdnem kerekded vagy széles ellipszis alakú, mérete 7-12 x 6-8 μm. 

### Hasonló fajok
A szürke korallgomba lilás árnyalatú, illetve a mohakorallgomba rózsaszínes árnyalatú példányai hasonlíthatnak hozzá.  

## Elterjedése és termőhelye
Európában honos. Észak-Amerikában a hasonló, de fakóbb Clavulina amethystinoides váltja.
Lombos és tűlevelű erdőkben, tisztásokon, patakpartokon, erdőszéleken fordul elő, sokszor fű vagy moha között. Nyáron és ősszel terem. 

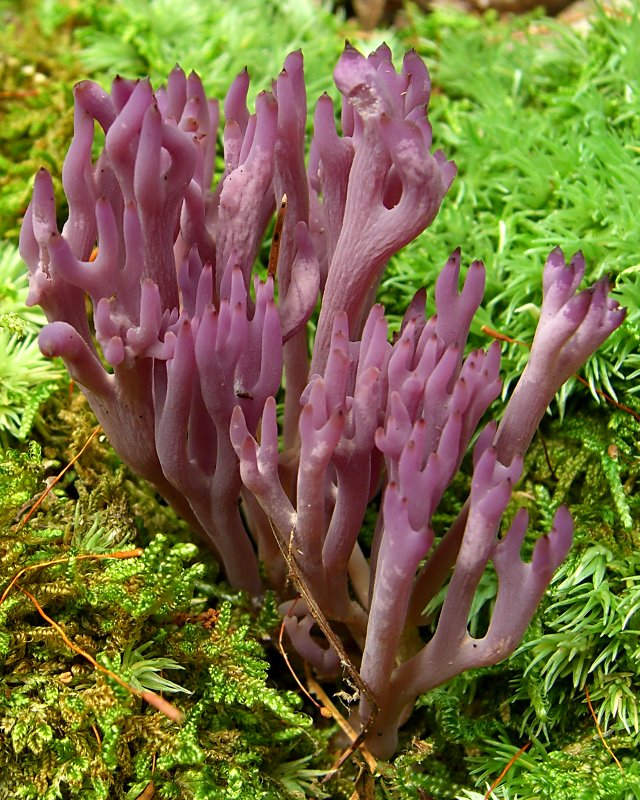
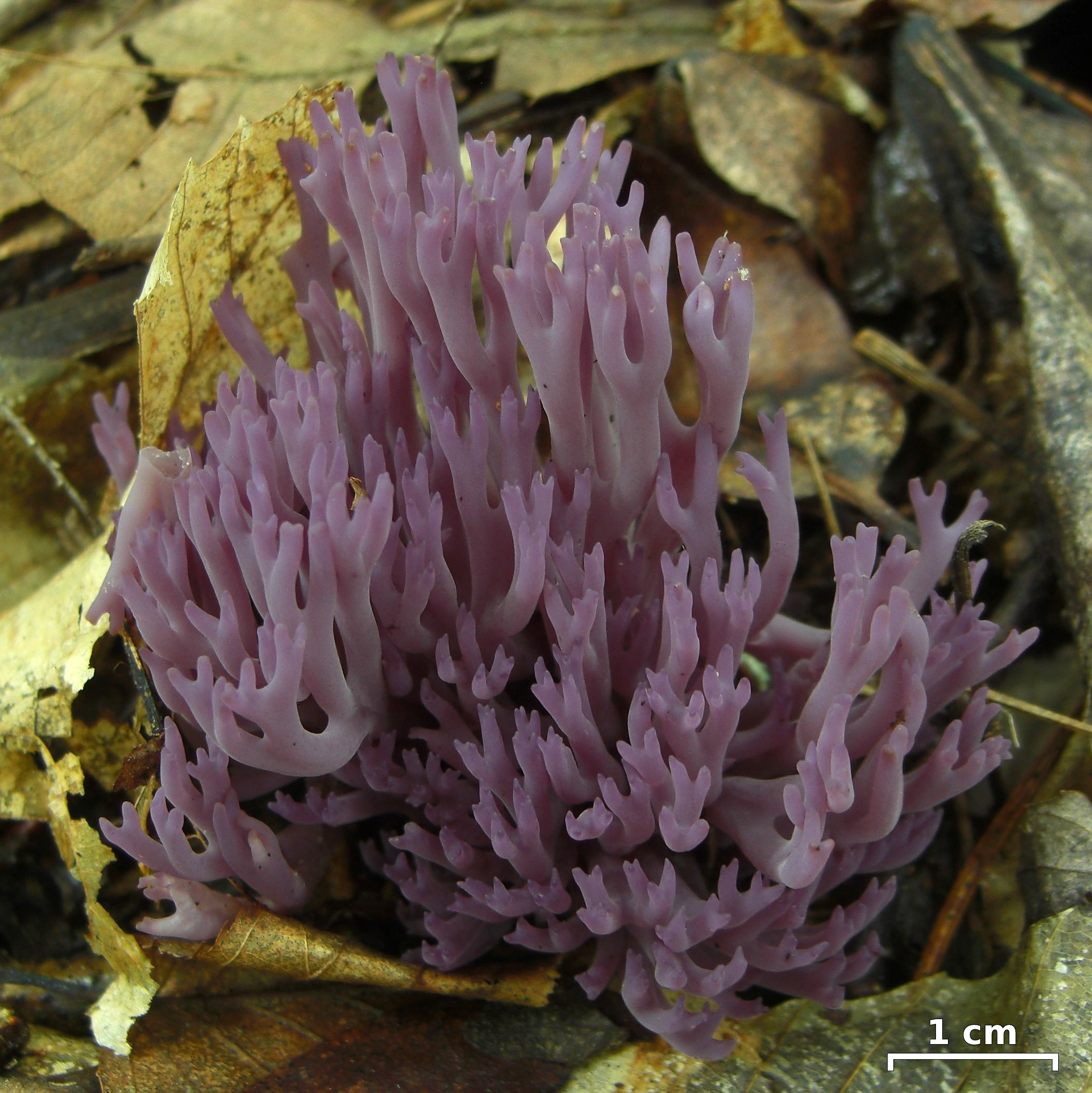
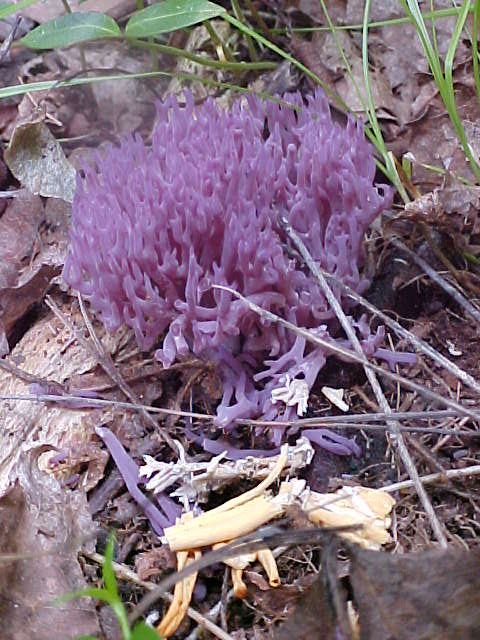

Nem ehető.